# CMYK
CMYK (udtales smyk) er et farvesystem, som tager udgangspunkt i primærfarverne cyan, magenta og yellow (gul) samt Key color (kulsort), og er det mest anvendte system i trykkerimaskiner og printere. Alle farver inden for CMYK-skalaen angives med procentuel mætning af farverne. F.eks. vil sekundærfarven klar rød bestå af: Cyan=0%, Magenta =100%, Yellow=100%, Key color=0%. En CMYK's gamut er mindre end det menneskelige øjes.
I modsætning til RGB, som er opbygget af lys og dermed et additivt farvesystem, er CMYK et subtraktivt farveblandingssystem. Når man blander de tre primærfarver cyan, magenta og gul på en hvid baggrund (papir), får man farven sort. Man kan således i princippet klare sig med de tre primærfarver, hvilket kaldes et CMY-farvesystem. I praksis har man dog tilføjet en kulsort (Key color), fordi det øverste af de tre farvelag vil være tydeligere end de underliggende lag. Tager man ikke hensyn til dette forhold, er resultatet gråt snarere end ren sort.